# Joseph Loubet (homme politique)
Joseph Loubet, né le 2 septembre 1868 à Figeac (Lot) et mort le 21 février 1942 à Figeac, est un homme politique français.

## Biographie
Avoué à Figeac jusqu'en 1910
- Conseiller municipal en 1896, puis maire de Figeac en 1931
- Conseiller général de 1906 à 1940
- Sénateur du Lot de 1909 à 1940

Il est secrétaire du Sénat, puis Questeur de 1924 à 1930. Il est président de la commission de la comptabilité en 1932.
Il a voté les pleins pouvoirs à Pétain le 10 juillet 1940.